# Leandro Daiello Coimbra
Leandro Daiello Coimbra, (Porto Alegre, 19 de fevereiro de 1966) foi de 14 de janeiro de 2011 a 8 de novembro de 2017,diretor-geral do Departamento de Polícia Federal do Brasil, que ganhou notoriedade pelos trabalhos da Polícia Federal na Operação Lava Jato. Ocupava anteriormente o cargo de superintendente da Polícia Federal em São Paulo.

## Biografia
Graduado em Direito pela Pontifícia Universidade Católica do Rio Grande do Sul e com MBA em Gestão de Segurança Pública pela Fundação Getúlio Vargas (FGV). Aposentou-se na Polícia Federal e passou a atuar como advogado com inscrição principal na OAB do Rio Grande do Sul e inscrição suplementar em São Paulo. 

### Diretor da Polícia Federal
Foi o mais longevo diretor da Polícia Federal desde a redemocratização. Foi nomeado no mandato da presidenta Dilma Rousseff pelo então ministro da Justiça José Eduardo Cardozo. Em entrevista, Daiello disse que sua nomeação era inesperada. "Estava nomeado para ser adido da PF em Roma. Minha mulher falando italiano, meu cachorro com chip para ir embora. O Cardozo nunca me contou porque me convidou." Em outra entrevista, o ex-ministro José Eduardo Cardozo explicou: "Leandro tinha feito um excelente trabalho à frente da Polícia Federal em São Paulo, e seu nome era muito bem referenciado por advogados, membros do Ministério Público e juízes. Fiz duas entrevistas e fiquei muito bem impressionado". 

### Discurso de posse
Leandro Daiello, durante seu discurso de posse, disse que iria enfatizar o combate à corrupção, à lavagem de dinheiro e ao tráfico de armas. Para isso, a PF deverá “fortalecer a Academia de Polícia, a gestão de pessoal, capacitação, consolidação do sistema de inteligência, o fortalecimento das parcerias, a inserção internacional, a qualidade da prova e uma corregedoria forte”.

### Operação Lava Jato
Em julho de 2015, Daiello afirmou ao Estadão que não tem interferência do ministro da Justiça na atuação da PF. Discreto e de poucas palavras, Leandro Daiello disse ao que, mesmo que as investigações cheguem perto da até então presidente Dilma Rousseff, do ex-presidente Lula e de suas campanhas, isso não muda nada na Lava Jato e ninguém estará livre de ser investigado.
| “ | Nós investigamos fatos, não pessoas. Aonde os fatos vão chegar é consequência da investigação, doa a quem doer. | ” |

## Controvérsias

### Desagrado dos agentes
Uma pesquisa feita pela Federação Nacional dos Policiais Federais (Fenapef) em agosto de 2013 com 1.732 policiais apontou que 89,37% deles achavam que havia "controle político" nas investigações; 69% classificavam a gestão de Daiello péssima.

### Uso controverso de policiais federais
Em 2013, a PF contava com aproximadamente 13 mil servidores, incluindo os delegados. Desses, 3,5 mil servidores, entre os quais investigadores, foram deslocados especificamente para o esquema de segurança da Copa das Confederações. Os homens da PF foram usados, por exemplo, como guarda-costas do presidente da Fifa, Joseph Blatter, e do secretário-geral da entidade, Jérôme Valcke, no período em que eles estiveram no Brasil.

## Advocacia
Após aposentadoria na Polícia Federal passou a trabalhar como advogado na área de compliance e investigação empresarial no escritório Warde Advocacia.